# Fuscopannaria coralloidea
Fuscopannaria coralloidea är en lavart som beskrevs av P. M. Jørg. Fuscopannaria coralloidea ingår i släktet Fuscopannaria och familjen Pannariaceae.   Inga underarter finns listade i Catalogue of Life.